# Bossancourt
Bossancourt település Franciaországban, Aube megyében. Lakosainak száma 193 fő (2022. január 1.). Bossancourt Arsonval, Dolancourt, Éclance, Jessains és Trannes községekkel határos.

## Népesség
A település népességének változása:
| Lakosok száma | 159  | 143  | 236  | 216  | 192  | 206  | 206  | 198  | 194  | 193  |
|               | 1968 | 1982 | 1990 | 2006 | 2013 | 2015 | 2017 | 2019 | 2020 | 2022 |